# الطريق الوطنية رقم 18 (تونس)
الطريق الوطنية رقم 18 أو ط و18 طريق رئيسية تونسية تصل بين الطريق الوطنية رقم 5 جنوب غربي تبرسق والحدود التونسية الجزائرية شمال غربي مدينة تاجروين، وهي تمرّ بالمدن التالية على التوالي:
- قعفور،
- عين مصرية،
- الجريصة،
- برج حاج مهان.